# Rue des Bauches
La rue des Bauches est une voie du 16e arrondissement de Paris, en France.

## Situation et accès
La rue des Bauches est une voie publique située dans le 16e arrondissement de Paris. Longue de 141 mètres, elle commence au 45, rue de Boulainvilliers et se termine au 1, rue Gustave-Zédé.
Le quartier est desservi par la ligne 9 aux stations La Muette et Ranelagh et par la ligne C du RER à la gare de Boulainvilliers.

## Origine du nom
Son nom fait référence à un lieu-dit indiquant des « terrains boueux qui abritent souvent le repaire des sangliers ». On nommait autrefois bouches, bauge ou boge, du latin bugi, une réunion de petits marais.
Une bauche est aussi un enduit, fait de paille et de terre, sur les murs.

## Historique

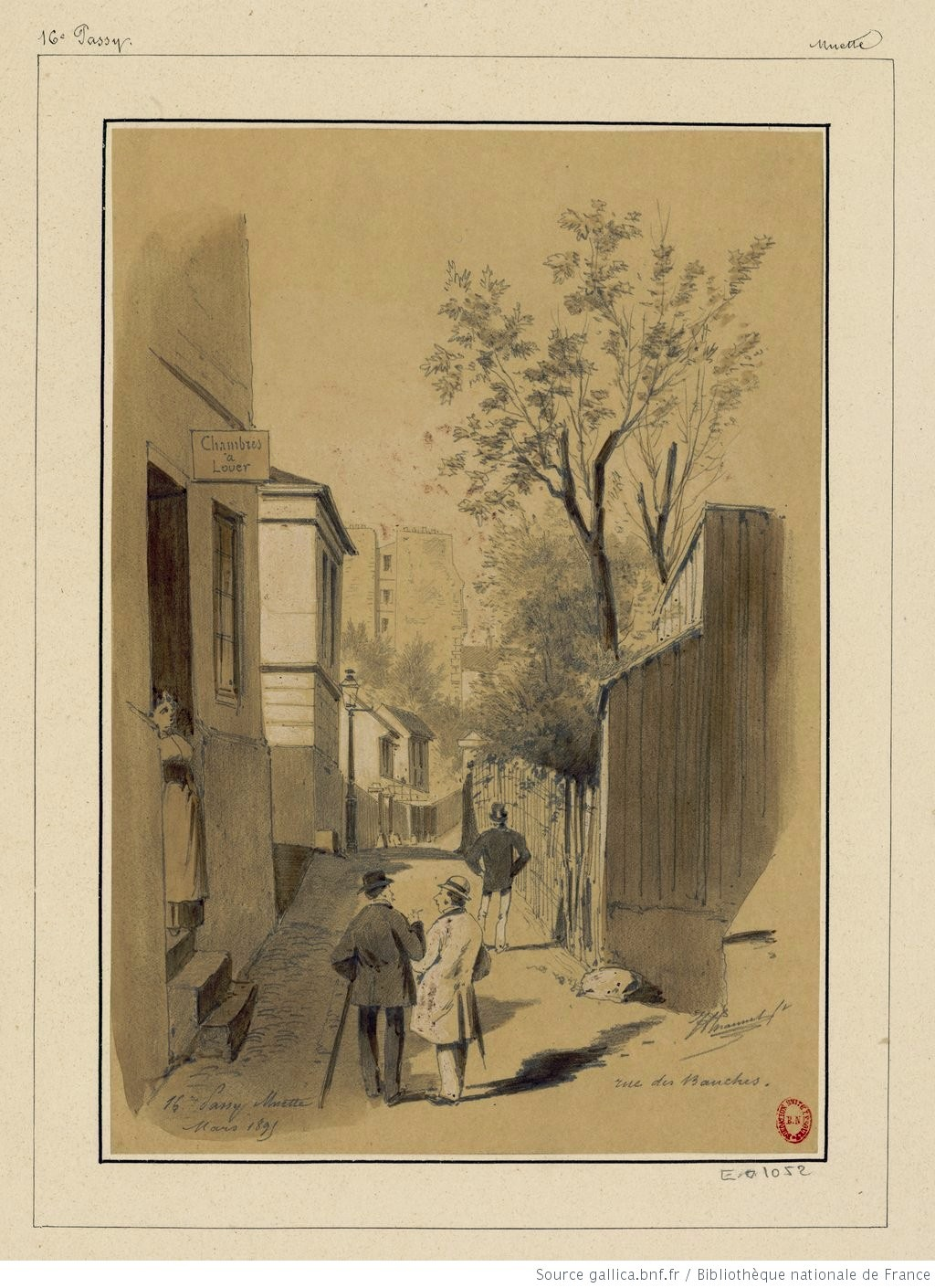
La rue des Bauches en 1895 par Jules-Adolphe Chauvet.

Cette voie, initialement le « sentier des Bauches », était située dans l'ancienne commune de Passy. Élargie, elle est devenue en 1856 la rue des Bauches,. Elle est rattachée à la voirie parisienne par un décret du 23 mai 1863.
La partie qui était comprise entre les rues Marietta-Martin et Pajou est devenue en 1938 un tronçon de la rue du Général-Aubé.
En 1951, il est envisagé lors d’un conseil municipal d’acheter et d’exproprier « l’ensemble de l’îlot insalubre » constitué par les nos 1, 3, 5 et 7 pour agrandir l’école située juste à côté.

## Bâtiments remarquables et lieux de mémoire
- À partir de la fin du XVIIe siècle, le curé de Pacy possède au bout du chemin un vignoble d'un arpent[7].
- À un numéro inconnu a vécu l’helléniste Jacqueline de Romilly[8].
- No 4 : en 1904 on trouve à cette adresse le siège de l’Œuvre internationale catholique de protection de la jeune fille[9].
- Nos 7 à 13 : petites maisons en retrait qui témoignent de l’ancien Passy[10].
- No 7 : ancien hôtel Meyer[11], hôtel particulier construit en 1892 par l’architecte Félix-Théodore Paumier[10]. En 1894, deux ans après sa construction, il est à louer et est décrit de la façon suivante : « grand et petit salons, salle à manger, cuisine, six grandes chambres, deux lavabos, deux cabinets, parterre et jardin, calorifère, eau et gaz »[12]. En 1925, on y trouve une pension de famille[13]. En 1951, considéré comme insalubre, comme les constructions voisines, son expropriation est envisagée pour agrandir l'école de la rue[6].
- No 7 bis : à cette adresse a vécu le général Henri Aubé entre 1888 et 1935 ; une plaque commémorative lui rend hommage.
- No 15 : école élémentaire publique des Bauches ; anciennement école de garçons, l'école de filles étant rue Gustave-Zédé, dans le même complexe scolaire aujourd'hui mixte. De nombreuses personnalités y ont fait leurs études.
- No 16 : annexe contemporaine de l'école élémentaire publique.

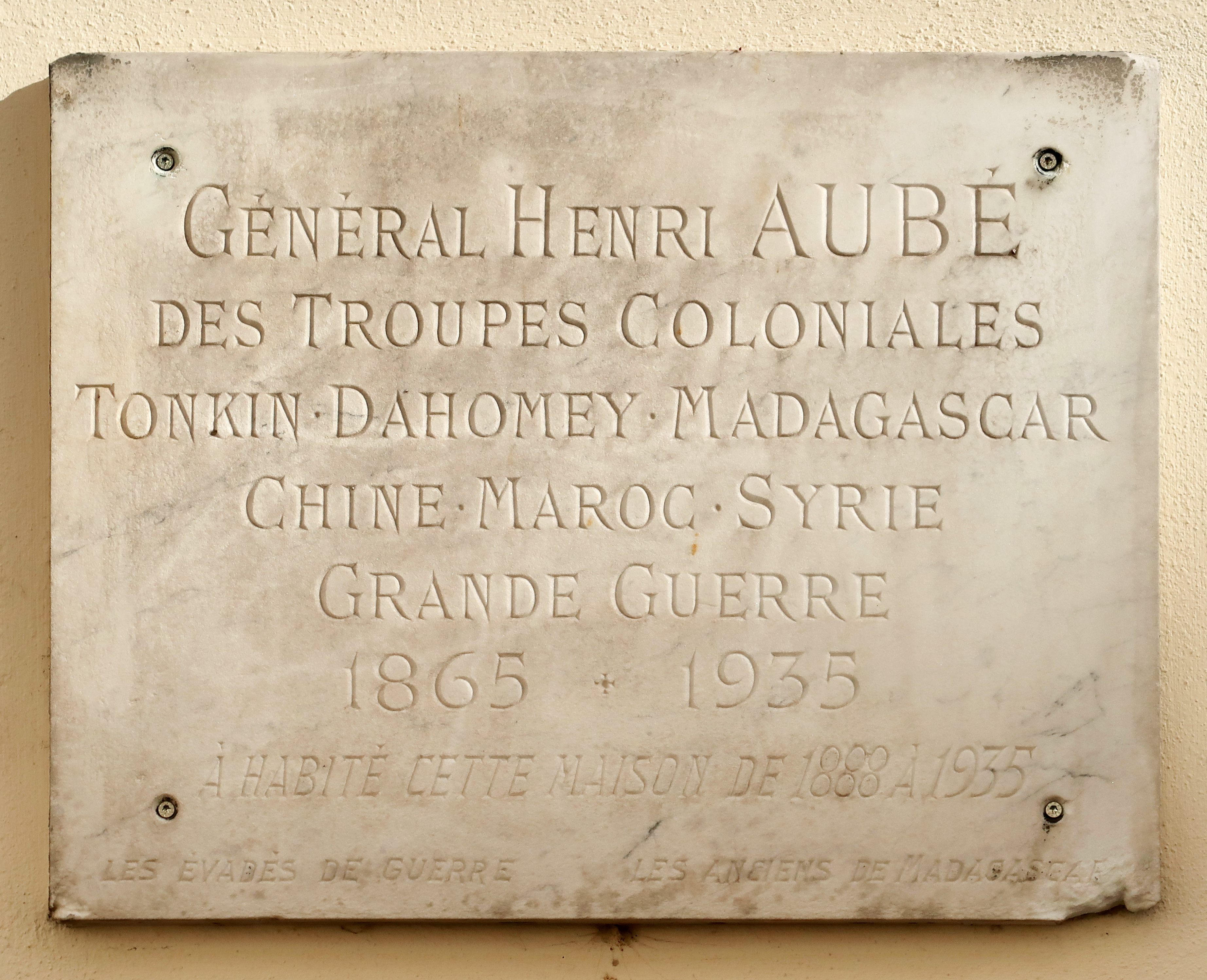
Plaque au no 7 bis.
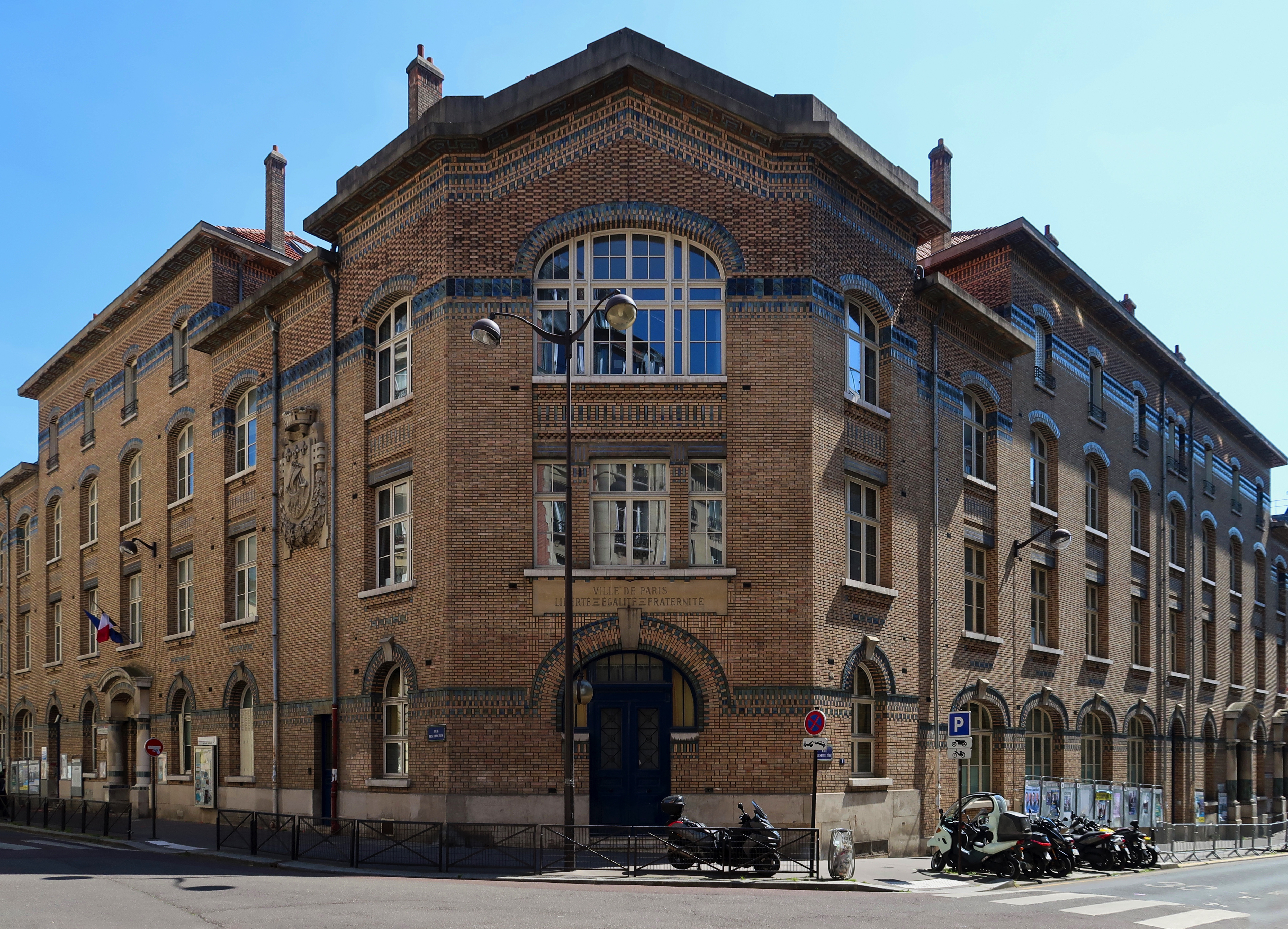
Au croisement de la rue Gustave-Zédé : école élémentaire au no 15 (à gauche).
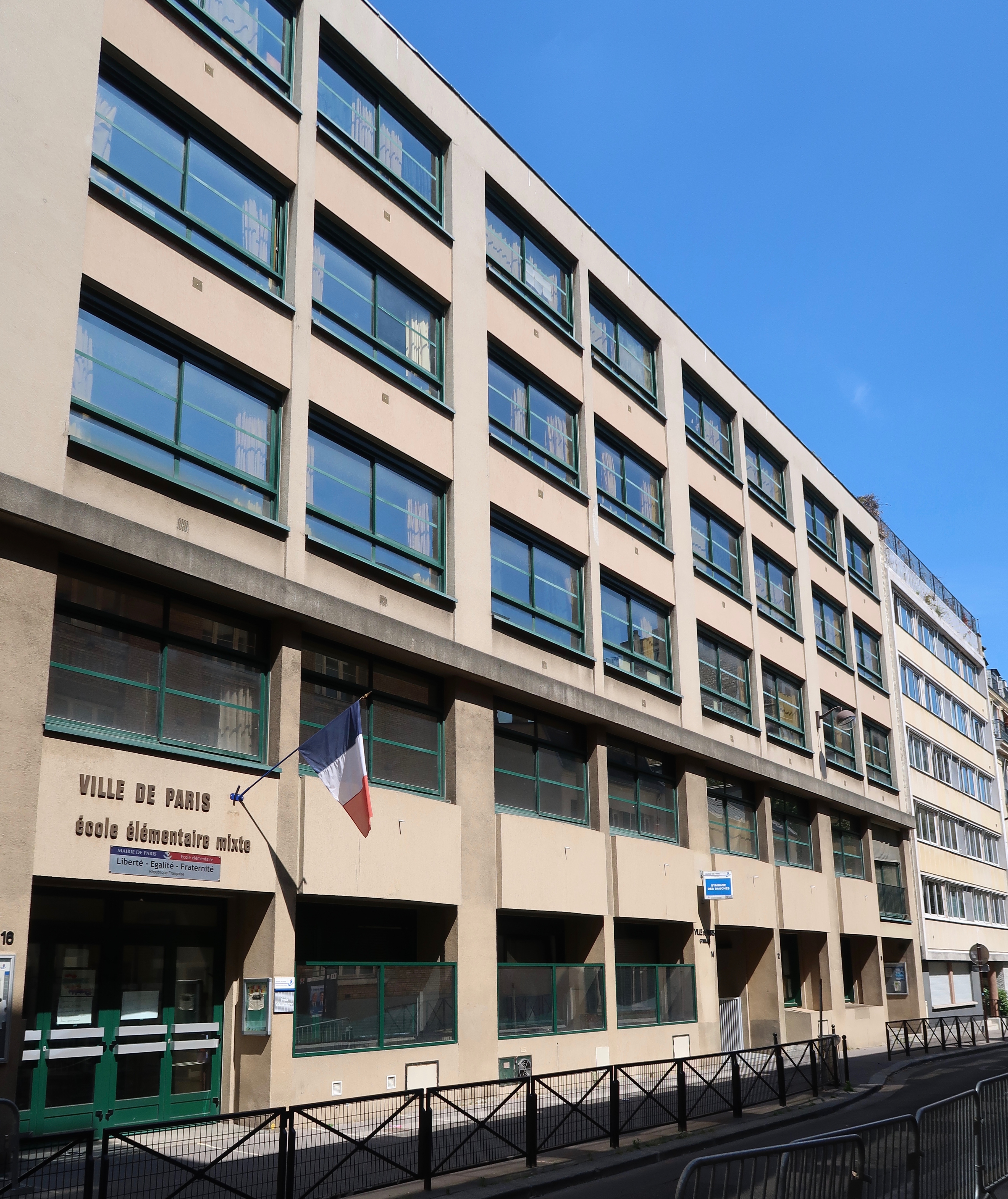
École élémentaire au no 16.